# Primeira fase da Copa Libertadores da América de 2011
A primeira fase da Copa Libertadores da América de 2011 foi disputada entre 25 de janeiro e 3 de fevereiro. Os seis vencedores de cada chave se juntaram as outras 26 equipes da segunda fase, disputada no sistema de grupos.
Nessa fase, as equipes se enfrentaram em jogos eliminatórios de ida e volta, classificando-se a que somasse mais pontos. Em caso de igualdade em pontos, a regra do gol marcado como visitante entraria em consideração. Persistindo o empate, a vaga seria definida nas disputas por pênaltis.

## Resultados
| Chave | Equipe 1      | Total | Equipe 2         | Ida | Volta | Classificação |
| ----- | ------------- | ----- | ---------------- | --- | ----- | ------------- |
| G1    | Corinthians   | 0–2   | Deportes Tolima  | 0–0 | 0–2   | Grupo 7       |
| G2    | Alianza Lima  | 0–4   | Jaguares         | 0–2 | 0–2   | Grupo 6       |
| G3    | Cerro Porteño | 2–1   | Deportivo Petare | 1–0 | 1–1   | Grupo 5       |
| G4    | Bolívar       | 0–1   | Unión Española   | 0–1 | 0–0   | Grupo 4       |
| G5    | Independiente | 2–1   | Deportivo Quito  | 2–0 | 0–1   | Grupo 8       |
| G6    | Liverpool     | 3–5   | Grêmio           | 2–2 | 1–3   | Grupo 2       |

### Chave G1
Todas as partidas estão no horário local
| 26 de janeiro | Corinthians | 0 – 0     | Deportes Tolima | Estádio do Pacaembu, São Paulo             |
| 22:00 (UTC-2) |             | Relatório |                 | Público: 26,536 Árbitro: CHI Enrique Osses |

| 2 de fevereiro | Deportes Tolima          | 2 – 0     | Corinthians | Estádio Manuel Murillo Toro, Ibagué |
| 19:00 (UTC-5)  | Santoya 66' · Medina 78' | Relatório |             | Árbitro: URU Roberto Silvera        |

### Chave G2
| 26 de janeiro | Alianza Lima | 0 – 2     | Jaguares                          | Estádio Alejandro Villanueva, Lima |
| 21:15 (UTC-5) |              | Relatório | Pedroza 41' · Rodríguez 46' (pen) | Árbitro: ARG Néstor Pittana        |

| 1 de fevereiro | Jaguares                  | 2 – 0     | Alianza Lima | Estádio Víctor Manuel Reyna, Tuxtla Gutiérrez |
| 21:15 (UTC-6)  | Pedroza 69' · Salazar 74' | Relatório |              | Árbitro: COL José Buitrago                    |

### Chave G3
| 27 de janeiro | Cerro Porteño | 1 – 0     | Deportivo Petare | Estádio General Pablo Rojas, Assunção |
| 20:00 (UTC-3) | Nanni 70'     | Relatório |                  | Árbitro: BRA Paulo de Oliveira        |

| 3 de fevereiro   | Deportivo Petare | 1 – 1     | Cerro Porteño | Estádio Olímpico da UCV, Caracas |
| 21:00 (UTC-4:30) | Guazá 14'        | Relatório | Nanni 36'     | Árbitro: ECU Carlos Vera         |

### Chave G4
| 27 de janeiro | Bolívar | 0 – 1     | Unión Española | Estádio Hernando Siles, La Paz |
| 21:15 (UTC-4) |         | Relatório | Cordero 16'    | Árbitro: PER Víctor Rivera     |

| 3 de fevereiro | Unión Española | 0 – 0     | Bolívar | Estádio Santa Laura, Santiago |
| 20:00 (UTC-3)  |                | Relatório |         | Árbitro: PAR Carlos Amarilla  |

### Chave G5
| 25 de janeiro | Independiente                  | 2 – 0     | Deportivo Quito | Estádio Libertadores de América, Avellaneda |
| 21:15 (UTC-3) | Defederico 50' · Rodríguez 71' | Relatório |                 | Árbitro: BRA Héber Lopes                    |

| 1 de fevereiro | Deportivo Quito | 1 – 0     | Independiente | Estádio Olímpico Atahualpa, Quito |
| 19:45 (UTC-5)  | Quiñónez 57'    | Relatório |               | Árbitro: URU Jorge Larrionda      |

### Chave G6
| 26 de janeiro | Liverpool                | 2 – 2     | Grêmio                      | Estádio Centenario, Montevidéu |
| 22:00 (UTC-2) | Franco 10' · Guevara 25' | Relatório | André Lima 6' · Douglas 14' | Árbitro: PAR Carlos Torres     |

| 2 de fevereiro | Grêmio                                     | 3 – 1     | Liverpool  | Estádio Olímpico, Porto Alegre               |
| 22:00 (UTC-2)  | André Lima 38' · Vinícius Pacheco 57', 74' | Relatório | Alfaro 35' | Público: 34,681 Árbitro: ARG Sergio Pezzotta |